# Sender Kleinkarlbach
Koordinaten: 49° 32′ 12″ N, 8° 8′ 17″ O
Der Sender Kleinkarlbach ist eine Sendeanlage zur Ausstrahlung von Hörfunksignalen. Er befindet sich am nördlichen Rand der Nachbargemeinde Battenberg (Pfalz), südwestlich von Kleinkarlbach. Als Antennenträger kommt ein freistehender Betonturm zum Einsatz.
Von hier werden einige Versorgungslücken um Kleinkarlbach und die nahe Bundesautobahn 6 geschlossen.

## Frequenzen und Programme

### Analoger Hörfunk (UKW)
| Frequenz (MHz) | Programm | RDS PS            | RDS PI                | Regionalisierung | ERP (kW) | Antennendiagramm rund (ND)/gerichtet (D) | Polarisation horizontal (H)/vertikal (V) |
| -------------- | -------- | ----------------- | --------------------- | ---------------- | -------- | ---------------------------------------- | ---------------------------------------- |
| 91,1           | RPR1.    | RPR1._LU _RPR1.__ | D8A8 (regional), D3A8 | Ludwigshafen     | 0,1      | D (220–340°)                             | H                                        |

### Analoges Fernsehen (PAL)
Vor der Umstellung auf DVB-T diente der Sendestandort weiterhin für analoges Fernsehen.
| Kanal | Frequenz (MHz) | Programm                      | ERP (kW) | Sendediagramm rund (ND)/ gerichtet (D) | Polarisation horizontal (H)/ vertikal (V) |
| ----- | -------------- | ----------------------------- | -------- | -------------------------------------- | ----------------------------------------- |
| 25    | 503,25         | Das Erste (SWR)               | 0,0063   | D                                      | H                                         |
| 38    | 607,25         | SWR Fernsehen Rheinland-Pfalz | 0,009    | D                                      | H                                         |